# Добачево
Добачево (пол. Dobaczewo) — село в Польщі, у гміні Мохово Серпецького повіту Мазовецького воєводства.
Населення — 44 особи (2011).
У 1975—1998 роках село належало до Плоцького воєводства.

## Демографія
Демографічна структура станом на 31 березня 2011 року:
|          | Загалом | Допрацездатний вік | Працездатний вік | Постпрацездатний вік |
| -------- | ------- | ------------------ | ---------------- | -------------------- |
| Чоловіки | 24      | 8                  | 14               | 2                    |
| Жінки    | 20      | 2                  | 12               | 6                    |
| Разом    | 44      | 10                 | 26               | 8                    |